# Les Duraton
Pour plus de détails, voir Fiche technique et Distribution.
Les Duraton est un film français réalisé par André Berthomieu, sorti en 1956. Le film s'inspire librement  de l'émission de radio à succès La Famille Duraton, créée en 1936. En 1939, un autre film sur le sujet avait déjà été réalisé : La famille Duraton.

## Synopsis
Horripilés par l'émission radiophonique écoutée par tous les Français, les Duraton de Chatelbourg courbent l'échine sous les plaisanteries des habitants de la petite ville, si bien que le chef de famille intente un procès à la firme Radio-Monde. L'amour va s'en mêler : l'avocat Martin chargé des intérêts de la radio fait les yeux doux à Solange Duraton. Qu'importe si les Duraton perdent leur procès, Solange aura trouvé un mari et le père Duraton la considération de ses concitoyens qui l'éliront maire de Chatelbourg.

## Fiche technique
- Titre : Les Duraton
- Réalisation : André Berthomieu
- Scénario : André Berthomieu, inspiré par l'émission radiophonique de Jean-Jacques Vital
- Adaptation : André Berthomieu, Jean-Jacques Vital
- Dialogues : André Berthomieu, Ded Rysel
- Photographie : Victor Arménise
- Son : Lucien Lacharmoise
- Décors : Raymond Nègre, assisté de Henri Sonois et Paul Moreau
- Montage : Gilbert Natot
- Musique : Henri Betti
- Les robes sont de Marlène
- Photographe de plateau : Marcel Dolé
- Production : Jean-Jacques Vital, Robert Woog
- Sociétés de production : Simoja Films, Metzger et Woog
- Tirage : Laboratoire Franay L.T.C Saint-Cloud
- Enregistrement : Optiphone - Trucages : LAX
- Caméra de location Chevereau
- Distribution : C.C.F.C
- Distribution VHS - DVD : René Chateau Video
- Tournage du 28 septembre au 29 octobre 1955 dans les studios de Boulogne
- Format : Noir et blanc  - 1,37:1 - 35 mm - Son mono
- Genre : Comédie
- Durée : 90 minutes (1 h 30)
- Visa d'exploitation : 17085
- Date de sortie :
  - France : 2 mars 1956 aux cinémas Alhambra, Ciné-Radio-Cité, Asor, Comœdia et Latin
- Sortie VHS : 1997
- Sortie DVD : 20 mars 2008

## Distribution
- Ded Rysel : Jules Duraton, principal du collège de Chatelbourg
- Jane Sourza : Irma Duraton, femme de Jules
- Danik Patisson/Aubray : Solange Duraton, la fille
- Roland Alexandre : Maître André Martin, avocat de Radio-Monde
- Jean Carmet : Gaston Duvet dans l'émission radiophonique
- Jean-Jacques Vital : le présentateur de l'émission
- Claude Nicot : Roger Duraton, le fils
- Georges Lannes : Hubert Fournier, directeur de Radio-Monde
- Jacqueline Cartier : elle-même dans l'émission radiophonique
- Yvonne Galli : elle-même dans l'émission radiophonique
- Geneviève Morel : Pauline, la bonne des Duraton
- Charles Bouillaud : Maître Robinot, l'avocat des Duraton
- Georges Baconnet : M. Tordu, un membre du conseil municipal
- Jean Berton : M. Poupinel, inspecteur d'académie
- Darry Cowl : M. Mathieu, le surveillant général
- Rivers Cadet : M. Lucas, l'épicier
- Rexiane : Mme Lucas, l'épicière
- Maurice Dorléac : Le ministre
- Jean Hébey : Le patron du bar La Boîte à Wiskhy
- Robert Seller : Le comte de Kerfelus
- Nicolas Amato : Le concierge du collège
- Jimmy Urbain : Le petit Michel Lamendin
- Paul Faivre : Le président du tribunal
- Marcel Rouze : Un agent
- Jean Sylvain : Le garçon de café
- Charles Bayard : Un adjoint du président du tribunal
- Max Desrau : Un avocat
- Henri Coutet : Le gendarme de service
- Albert Médina : Le Duraton pharmacien à Lavelanet
- Franck Maurice : Un homme au tribunal
- Serge Bento : Un homme au tribunal
- Jimmy Perrys : Le pêcheur
- Marc Arian : Un homme au tribunal
- Xavier Cauchy
- Viviane Gosset
- Robert Rollis